# Bembecia flavida
Bembecia flavida is een vlinder uit de familie wespvlinders (Sesiidae), onderfamilie Sesiinae.
Bembecia flavida is voor het eerst wetenschappelijk beschreven door Oberthür in 1890. De soort komt voor in het Palearctisch gebied.